# Columbia Lions

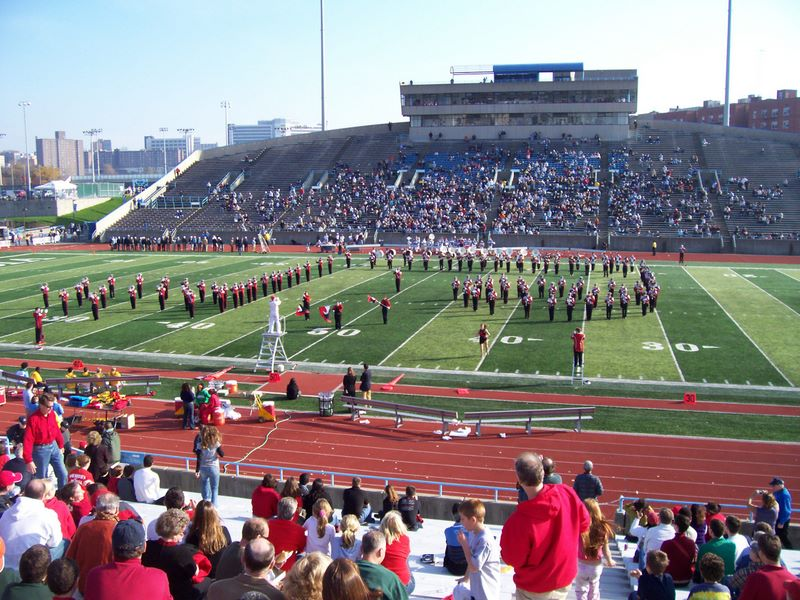
Lawrence A. Wien Stadium.

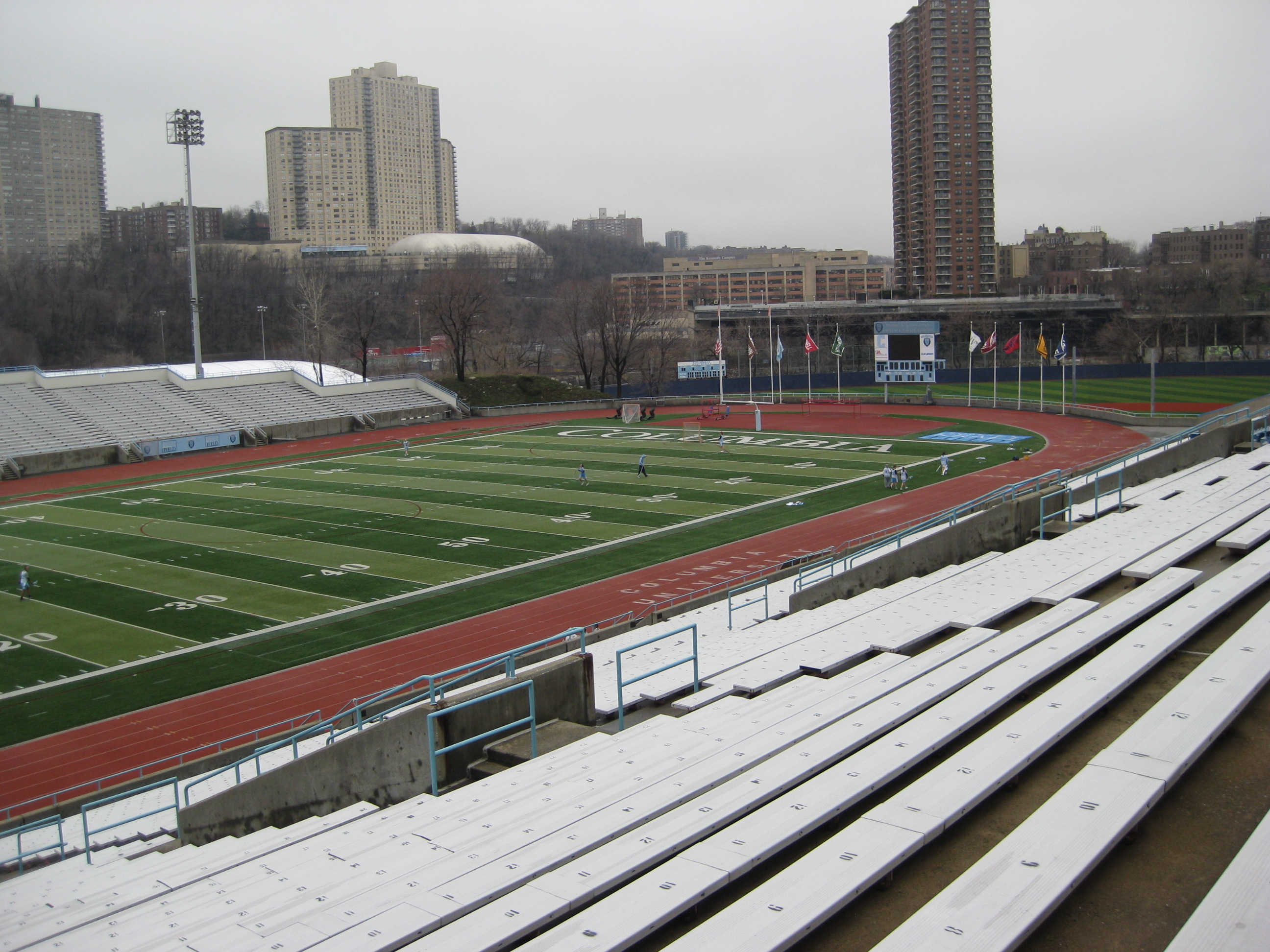
Rocco B. Commisso Soccer Stadium.

Columbia Lions (español: Leones de Columbia) es el nombre de los equipos deportivos de la Universidad de Columbia, situada en la ciudad de Nueva York. Los equipos de los Lions participan en las competiciones universitarias organizadas por la NCAA, y forma parte de la Ivy League.

## Apodo
Se cree que la universidad adoptó el apodo de los Lions como referencia al pasado real de la institución. El centro se denominó originalmente King's College desde su creación en el año 1754 por el rey Jorge II de Gran Bretaña. El león es un animal que aparece en el Escudo de Inglaterra. Solamente después de la Revolución Americana la institución pasó a denominarse Universidad Columbia.

## Programa deportivo
Los Lions tienen los siguientes equipos oficiales:
| - Masculino - Fútbol americano - Baloncesto - Béisbol - Esgrima - Golf - Atletismo - Tenis - Remo - Fútbol - Natación y Saltos - Lucha | - Femenino - Baloncesto - Tiro con arco - Lacrosse - Golf - Remo - Fútbol - Natación y Saltos - Tenis - Atletismo - Voleibol - Hockey sobre hierba - Softball |

## Baloncesto
El mayor éxito del equipo de baloncesto masculino de Columbia fue en 1968, cuando alcanzaron los octavos de final del Torneo de la NCAA, liderados por el futuro jugador de los New York Knicks Jim McMillian. En 2002 fueron el equipo más defensivo de la nación, al permitir anotar al contrario una media de solo 57 puntos por partido. Previamente habían conseguido los campeonatos nacionales en 1903, 1904 y 1910.
Además de McMillian, otros 4 jugadores de los Lions han llegado a la NBA, sin que haya ninguno en profesionales desde el año 1979.

## Esgrima
El equipo de esgrima es el que más éxitos deportivos ha aportado a la Universidad, ya que fue campeón por equipos de la NCAA en 1992 y 1993, además de ganar 11 campeonatos masculinos. En categoría individual, han conseguido un total de 21 títulos masculinos y 2 femeninos.

## Fútbol americano
Sus orígenes se remontan al año 1870, aunque desde entonces tan solo han ganado en una ocasión el título de la Ivy League. Su mayor éxito fue la victoria en el Rose Bowl de 1934.